# Galeria Sławy włoskiej piłki nożnej
Galeria Sławy włoskiej piłki nożnej (wł. Hall of Fame del calcio italiano) – galeria sławy osób, które wywarły znaczący wpływ na włoską piłkę nożną, utworzona w 2011 roku, z siedzibą w Museo del Calcio we Florencji.

## Opis
Galeria Sławy włoskiej piłki nożnej została utworzona w 2011 roku przez Włoski Związek Piłki Nożnej (FIGC) oraz Fundację Muzeum Piłki Nożnej (wł. Fondazione Museo del Calcio), w celu uczczenia osób, które wywarły znaczący wpływ na włoską piłkę nożną. Ma na celu promowanie dziedzictwa, historii, kultury i wartości włoskiej piłki nożnej.
Od 2011 roku dodawani są członkowie, podzieleni na kategorie: piłkarz (co najmniej od dwóch sezonów na sportowej emeryturze), trener (co najmniej 15 lat w zawodzie), weteran (25 lat na emeryturze), zagraniczny piłkarz (co najmniej od dwóch sezonów na sportowej emeryturze oraz co najmniej pięć sezonów rozegranych we Włoszech, sędzia (co najmniej od dwóch sezonów na emeryturze), dyrektor (co najmniej 15 lat w zawodzie) oraz pośmiertnie nagrodzeni.
W 2014 roku dodano kategorie włoskich piłkarek, w 2018 roku utworzono Nagrodę Fair Play na cześć piłkarza, Davide Astoriego oraz Nagrodę Specjalną, której pierwszym laureatem został Gianni Brera. W 2020 roku edycja nie odbyła się z powodu pandemii COVID-19.
W skład jury wchodzą: dyrektorzy głównych włoskich mediów sportowych: Luigi Ferrajolo (prezes Włoskie Stowarzyszenie Prasy Sportowej), Andrea Monti (La Gazzetta dello Sport), Alessandro Vocalelli (Corriere dello Sport – Stadio i Guerin Sportivo), Paolo De Paola (Tuttosport), Gabriele Romagnoli (Rai Sport), Federico Ferri (Sky Sport), Matteo Marani (Sky Sport 24), Alberto Brandi (Sport Mediaset) i Piercarlo Presutti (Agenzia Nazionale Stampa Associata), jednak w różnych edycjach jury występowało w różnym składzie.

## Lista laureatów

### Piłkarz
| Rok  | Piłkarz              | Źr.         |
| ---- | -------------------- | ----------- |
| 2011 | Roberto Baggio       | [ 4 ] [ 5 ] |
| 2012 | Paolo Maldini        | [ 4 ] [ 5 ] |
| 2013 | Franco Baresi        | [ 4 ] [ 5 ] |
| 2014 | Fabio Cannavaro      | [ 4 ] [ 5 ] |
| 2015 | Gianluca Vialli      | [ 4 ] [ 5 ] |
| 2016 | Giuseppe Bergomi     | [ 4 ] [ 5 ] |
| 2017 | Alessandro Del Piero | [ 7 ]       |
| 2018 | Francesco Totti      |             |
| 2019 | Andrea Pirlo         |             |
| 2021 | Alessandro Nesta     | [ 8 ]       |
| 2022 | Gianfranco Zola      | [ 9 ]       |

### Trener
| Rok  | Trener               | Źr.   |
| ---- | -------------------- | ----- |
| 2011 | Marcello Lippi       | [ 5 ] |
| 2011 | Arrigo Sacchi        | [ 5 ] |
| 2012 | Giovanni Trapattoni  | [ 5 ] |
| 2013 | Fabio Capello        | [ 5 ] |
| 2014 | Carlo Ancelotti      | [ 5 ] |
| 2015 | Roberto Mancini      | [ 5 ] |
| 2016 | Claudio Ranieri      | [ 5 ] |
| 2017 | Osvaldo Bagnoli      | [ 7 ] |
| 2018 | Massimiliano Allegri |       |
| 2019 | Carlo Mazzone        |       |
| 2021 | Antonio Conte        | [ 8 ] |
| 2022 | José Mourinho        | [ 9 ] |

### Weteran
| Rok  | Piłkarz              | Źr.   |
| ---- | -------------------- | ----- |
| 2011 | Luigi Riva           | [ 5 ] |
| 2012 | Dino Zoff            | [ 5 ] |
| 2013 | Gianni Rivera        | [ 5 ] |
| 2014 | Sandro Mazzola       | [ 5 ] |
| 2015 | Marco Tardelli       | [ 5 ] |
| 2016 | Paolo Rossi          | [ 5 ] |
| 2017 | Bruno Conti          | [ 7 ] |
| 2018 | Giancarlo Antognoni  |       |
| 2019 | Gabriele Oriali      |       |
| 2021 | Antonio Cabrini      | [ 8 ] |
| 2022 | Alessandro Altobelli | [ 9 ] |

### Sędzia
| Rok  | Sędzia                     | Źr.    |
| ---- | -------------------------- | ------ |
| 2011 | Pierluigi Collina          | [ 5 ]  |
| 2012 | Luigi Agnolin              | [ 5 ]  |
| 2012 | Paolo Cesarini             | [ 5 ]  |
| 2013 | Sergio Gonella             | [ 5 ]  |
| 2013 | Cesare Gussoni             | [ 5 ]  |
| 2014 | Stefano Braschi            | [ 5 ]  |
| 2015 | Roberto Rosetti            | [ 5 ]  |
| 2016 | Graziano Cesari (odwołany) | [ 10 ] |
| 2018 | Nicola Rizzoli             |        |
| 2019 | Alberto Michelotti         |        |
| 2021 | Gianluca Rocchi            | [ 8 ]  |

### Dyrektor
| Rok  | Dyrektor            | Źr.   |
| ---- | ------------------- | ----- |
| 2011 | Adriano Galliani    | [ 5 ] |
| 2012 | Giampiero Boniperti | [ 5 ] |
| 2013 | Massimo Moratti     | [ 5 ] |
| 2014 | Giuseppe Marotta    | [ 5 ] |
| 2015 | Corrado Ferlaino    | [ 5 ] |
| 2016 | Silvio Berlusconi   | [ 5 ] |
| 2017 | Sergio Campana      | [ 7 ] |
| 2018 | Antonio Matarrese   |       |
| 2019 | Antonio Percassi    |       |
| 2021 | Giovanni Sartori    | [ 8 ] |
| 2022 | Ernesto Pellegrini  | [ 9 ] |

### Zagraniczny piłkarz
| Rok  | Piłkarz               | Źr.   |
| ---- | --------------------- | ----- |
| 2011 | Michel Platini        | [ 5 ] |
| 2012 | Marco van Basten      | [ 5 ] |
| 2013 | Gabriel Batistuta     | [ 5 ] |
| 2014 | Diego Maradona        | [ 5 ] |
| 2015 | Ronaldo               | [ 5 ] |
| 2016 | Paulo Roberto Falcão  | [ 5 ] |
| 2017 | Ruud Gullit           | [ 7 ] |
| 2018 | Javier Zanetti        |       |
| 2019 | Zbigniew Boniek       |       |
| 2021 | Karl-Heinz Rummenigge | [ 8 ] |
| 2022 | Zinedine Zidane       | [ 9 ] |

### Piłkarka
| Rok  | Piłkarka            | Źr.   |
| ---- | ------------------- | ----- |
| 2014 | Carolina Morace     | [ 5 ] |
| 2015 | Patrizia Panico     | [ 5 ] |
| 2016 | Melania Gabbiadini  | [ 5 ] |
| 2017 | Elisabetta Vignotto | [ 7 ] |
| 2018 | Milena Bertolini    |       |
| 2019 | Sara Gama           |       |
| 2021 | Barbara Bonansea    | [ 8 ] |
| 2022 | Cristiana Girelli   | [ 9 ] |

### Pośmiertnie nagrodzeni
| Rok  | Osoba                | Źr.    |
| ---- | -------------------- | ------ |
| 2011 | Ottorino Barassi     | [ 5 ]  |
| 2011 | Enzo Bearzot         | [ 5 ]  |
| 2011 | Fulvio Bernardini    | [ 5 ]  |
| 2011 | Giovanni Ferrari     | [ 5 ]  |
| 2011 | Artemio Franchi      | [ 5 ]  |
| 2011 | Giovanni Mauro       | [ 5 ]  |
| 2011 | Giuseppe Meazza      | [ 5 ]  |
| 2011 | Silvio Piola         | [ 5 ]  |
| 2011 | Vittorio Pozzo       | [ 5 ]  |
| 2011 | Gaetano Scirea       | [ 5 ]  |
| 2011 | Ferruccio Valcareggi | [ 5 ]  |
| 2012 | Concetto Lo Bello    | [ 5 ]  |
| 2012 | Valentino Mazzola    | [ 5 ]  |
| 2012 | Nereo Rocco          | [ 5 ]  |
| 2012 | Angelo Schiavio      | [ 5 ]  |
| 2013 | Eraldo Monzeglio     | [ 5 ]  |
| 2014 | Giacomo Bulgarelli   | [ 5 ]  |
| 2014 | Carlo Carcano        | [ 5 ]  |
| 2014 | Ferruccio Novo       | [ 5 ]  |
| 2015 | Umberto Agnelli      | [ 5 ]  |
| 2015 | Giacinto Facchetti   | [ 5 ]  |
| 2015 | Helenio Herrera      | [ 5 ]  |
| 2016 | Giulio Campanati     | [ 5 ]  |
| 2016 | Nils Liedholm        | [ 5 ]  |
| 2016 | Cesare Maldini       | [ 5 ]  |
| 2017 | Italo Allodi         | [ 11 ] |
| 2017 | Renato Dall'Ara      | [ 11 ] |
| 2017 | Stefano Farina       | [ 11 ] |
| 2017 | Azeglio Vicini       | [ 11 ] |
| 2017 | Árpád Weisz          | [ 11 ] |
| 2018 | Amedeo Amedei        | [ 11 ] |
| 2018 | Giuseppe Viani       | [ 11 ] |
| 2019 | Pietro Anastasi      |        |
| 2019 | Luigi Radice         |        |
| 2021 | Vujadin Boškov       | [ 8 ]  |
| 2021 | Fino Fini            | [ 8 ]  |
| 2021 | Romano Fogli         | [ 8 ]  |
| 2021 | Armando Picchi       | [ 8 ]  |
| 2021 | Luigi Simoni         | [ 8 ]  |
| 2022 | Siniša Mihajlović    | [ 9 ]  |

### Nagroda Fair Play im. Davide Astoriego
| Rok  | Osoba         | Źr.   |
| ---- | ------------- | ----- |
| 2018 | Igor Trocchia |       |
| 2019 | Mattia Agnese |       |
| 2019 | Romelu Lukaku |       |
| 2021 | Simon Kjær    | [ 8 ] |
| 2022 | Luca Martelli | [ 9 ] |

### Nagroda Specjalna
| Rok  | Osoba           | Źr.   |
| ---- | --------------- | ----- |
| 2018 | Gianni Brera    |       |
| 2022 | Mario Sconcerti | [ 9 ] |